# Gilbert Agius
Pour les articles homonymes, voir Agius (homonymie).
Gilbert Agius (né le 21 février 1974 à La Valette à Malte) est un footballeur maltais ayant joué pour des équipes de Malte et d'Italie avant de devenir entraîneur.

## Biographie
Né à La Valette à Malte, il commence à jouer au football professionnel en 1990 avec une équipe de sa ville natale, le Valletta Football Club. Il joue pour cette équipe jusqu'en 2001 où il rejoint le Pisa Calcio en D3 italienne pendant moins d'un an. Agius retourne ensuite jouer pour l'équipe avec laquelle tout a commencé.

## Parcours d'entraîneur
- juil. à oct. 2014 :  Valletta
- avr. 2019 à juin 2019 :  Valletta
- depuis fév. 2023 :  PSIS Semarang